# 蔣艮
蔣艮，河南省光州直隸州商城縣人，清朝政治人物、進士出身。
光緒六年（1880年），参加庚辰科殿試，登進士二甲第26名。同年五月，改翰林院庶吉士。光緒九年四月，散館，授翰林院編修。